# 星孢奥腹菌坡特变种
星孢奥腹菌坡特变种（学名：Octaviania asterosperma var. potteri）是属于牛肝菌目牛肝菌科奥腹菌属的一种担子菌。该种分布于中国、美国等地。